# 石雄
石雄（?—?），唐末軍人，徐州人。出身貧寒，祖先已不可考。少為牙校，成為王智興麾下，任捉生兵馬使。
石雄生性勇敢，愛士卒。由於王智興殘虐，軍中欲立石雄。太和三年（829年）石雄前往武寧時，王智興殺盡軍中與石雄友好者百馀人。是年四月王智興謊稱石雄擾亂軍心，請誅之，唐文宗深知王智興陰毒，又賞識石雄才華，最後僅流放白州。後歸劉沔麾下。會昌二年（841年）四月，李德裕奏請以石雄為天德防禦副使，輔佐田牟用兵。
會昌三年（842年）正月麟州（陝西神木）刺史石雄與朱邪赤心擊破回鶻烏介可汗大兵於殺胡山（黑山）。石雄迎太和公主歸國，因功遷天德防禦使。
會昌四年二月，為河中節度使，二月六日，石雄攻克良馬（山西省安澤縣東北），會昌四年三月，為晉絳行營招討使，三月，兼任冀氏行營招討使，李丕為晉州刺史，成為石雄副手。是年九月二十四日，為晉絳行營節度使，率七千人進攻潞州（今山西省長治市）。石雄從翼城出發，攻破昭義軍五寨，殺獲千人，唐武宗称其：“今将帅义而勇罕雄比者。”
累迁至防御使、行营副使，官至河陽節度使，“临财廉，每朝廷赐与，辄置军门，自取一匹缣，余悉分士伍”。王智兴之子王宰聯合白敏中排儕石雄，白敏中認為：「黑山、天井功，所酬已厭。」
官拜神武统军，最後“失势，怏怏卒”。

## 延伸阅读
[在维基数据编辑]
 《舊唐書·卷161》，出自刘昫《舊唐書》
 《新唐書/卷171》，出自《新唐書》